# 斯基涅紹里
47°20′47″N 29°53′10″E / 47.34639°N 29.88611°E
斯基內紹里（烏克蘭語：Скинешори）是位於烏克蘭西南部的村莊，由敖德萨州羅茲季利納區的扎季什希亞市鎮負責管轄。該村始建於1865年，面積0.56平方公里，海拔高度158米，2001年人口164，人口密度每平方公里292.86人。